# Giovanni Roccardi
Giovanni Roccardi (Serrone, 6 de juliol de 1912 - ?) va ser un oficial de la Marina Militare i director de cinema italià.

## Biografia
Roccardi es va dedicar carrera militar i es va fer oficial de la Marina Militare. També era fotògraf i cineasta aficionat que aviat es va implicar en material documental sobre la seva temàtica professional, elaborant i produint documentals com La pesca delle spugne, KM 618, Nei regni del mare i Oasi nell'Artide, en els que va filmar nombrosos plans submarins. A més de dirigir unes quantes pel·lícules llargmetratges, Roccardi va codirigir algunes pel·lícules d'aventures. Als anys setanta va passar a la televisió i va presentar alguns guions per a les obres d'antics companys.

## Filmografia
- 1978 La riva di Charleston - minisèrie de televisió
- 1965 La violenza dei dannati
- 1963 Tempesta su Ceylon
- 1957 L'oceano ci chiama
- 1957 Noi dell'oceano
- 1953 Africa sotto i mari